# Ik zweer het
Ik zweer het is een lied van de Nederlandse rapper Zack Ink in samenwerking met de Marokkaans-Nederlandse rapper Paramocro en de de Algerijns-Franse rapper Boef. Het werd in 2022 als single uitgebracht en stond in hetzelfde jaar als negende track op het album Eigen richting van Zack Ink.

## Achtergrond
Ik zweer het is geschreven door Zackery Linger, Sofiane Boussaadia en Paramocro en geproduceerd door Serop. Het is een nummer dat past in de genres nederhop en trap. In het lied rappen de artiesten over hun leven op straat en het advies van hun moeder om dat leven niet op te zoeken. De artiesten deden dit toch, maar hebben nu enigszins berouw. Ze rappen dat ze nu wel succesvol zijn in hun rapcarrière. 
Het is de eerste keer dat de drie artiesten op een track samenwerken. Wel werkten Zack Ink en Boef onderling met elkaar samen. Dit deden zij op Drugs. Het is anno 2023 de enige hit uit de solocarrière van Paramocro.

## Hitnoteringen
De artiesten hadden bescheiden succes met het lied in Nederland. Het stond op de 98e plaats van de Single Top 100 in de enige week dat het in deze hitlijst te vinden was. De Top 40 en haar Tipparade werden niet bereikt.